# 岩栎
岩栎（学名：Quercus acrodonta）为壳斗科栎属的植物，为中国的特有植物。分布于中国大陆的陕西、湖北、四川、云南、甘肃、贵州、河南等地，生长于海拔300米至2,300米的地区，见于山谷和山坡，目前尚未由人工引种栽培。